# Monklands West (circonscription du Parlement britannique)
Circonscription parlementaire de la Chambre des communes du Royaume-Uni
Monklands West est une circonscription représentée à la Chambre des communes du Parlement du Royaume-Uni de 1983 à 1997. Il a élu un Membre du Parlement (MP) en utilisant le système de vote uninominal à un tour.
Elle a ensuite été remplacée par la circonscription de Coatbridge and Chryston.

## Limites
Les divisions des districts électoraux de Monklands de Coatbridge North et Coatbridge South ; et la division du district électoral de Strathkelvin, Chryston and Kelvin Valley[Quoi ?].

## Membre du Parlement
| Élection | Élection | Membre                                                                            | Membre                                                                            | Parti                                                                             |
| -------- | -------- | --------------------------------------------------------------------------------- | --------------------------------------------------------------------------------- | --------------------------------------------------------------------------------- |
|          | 1983     | Tom Clarke                                                                        |                                                                                   | Travailliste                                                                      |
| 1997     | 1997     | circonscription abolie: voir Coatbridge and Chryston et Strathkelvin and Bearsden | circonscription abolie: voir Coatbridge and Chryston et Strathkelvin and Bearsden | circonscription abolie: voir Coatbridge and Chryston et Strathkelvin and Bearsden |

## Élections

### Élections dans les années 1980
| Parti         | Parti                                  | Candidat         | Voix   | %    | ±    |
| ------------- | -------------------------------------- | ---------------- | ------ | ---- | ---- |
|               | Travailliste                           | Tom Clarke       | 20,642 | 54,2 | -8.0 |
|               | Conservateur                           | Laurence Cameron | 8,378  | 22,0 | -7.9 |
|               | Social Démocratique                    | Rodney Ackland   | 6,605  | 17,3 | New  |
|               | SNP                                    | George Lyon      | 2,473  | 6,5  | -1.3 |
| Majorité      | Majorité                               | Majorité         | 12,264 | 32,2 | N/A  |
| Participation | Participation                          | Participation    | 38,098 | 75,7 | N/A  |
|               | Travailliste vainqueur (nouveau siège) |                  |        |      |      |

| Parti         | Parti                | Candidat             | Voix   | %    | ±     |
| ------------- | -------------------- | -------------------- | ------ | ---- | ----- |
|               | Travailliste         | Tom Clarke           | 24,449 | 62,3 | +8.1  |
|               | Conservateur         | Gordon Lind          | 6,166  | 15,7 | -6.3  |
|               | Social Démocratique  | Anne McQueen         | 4,408  | 11,2 | −6.1  |
|               | SNP                  | Keith Bovey          | 4,260  | 10,8 | +4.3  |
| Majorité      | Majorité             | Majorité             | 18,333 | 46,6 | +14.4 |
| Participation | Participation        | Participation        | 39,333 | 77,3 | +1.6  |
|               | Travailliste retenir | Travailliste retenir | Swing  | +7.2 |       |

### Élections dans les années 1990
| Parti         | Parti                | Candidat             | Voix   | %    | ±    |
| ------------- | -------------------- | -------------------- | ------ | ---- | ---- |
|               | Travailliste         | Tom Clarke           | 23,384 | 61,3 | −1.0 |
|               | SNP                  | Keith Bovey          | 6,319  | 16,6 | +5.8 |
|               | Conservateur         | Andrew Lownie        | 6,074  | 15,9 | +0.2 |
|               | Libéral Démocrate    | Shiona Hamilton      | 2,382  | 6,2  | −5.0 |
| Majorité      | Majorité             | Majorité             | 17,065 | 44,7 | -1.9 |
| Participation | Participation        | Participation        | 38,159 | 77,4 | +0.1 |
|               | Travailliste retenir | Travailliste retenir | Swing  |      |      |